# Richard Fischer
Richard Fischer Jr – niemiecki strzelec, mistrz świata.
Był rusznikarzem wojskowym związanym z miastem Gera. Wielokrotnie startował w krajowych zawodach federalnych w pistolecie. W 1904 roku w Naumburgu zajął drugie miejsce w tarczy punktowej i pierwsze w tarczy mistrzowskiej. Rok później w Erfurcie ponownie uplasował się na drugiej pozycji w tarczy punktowej. W 1907 roku w Zeltz zajął trzecie miejsce w tarczy punktowej i w strzelaniu z pistoletu w 30 seriach.
Podczas swojej kariery Richard Fischer czterokrotnie zdobył medale na mistrzostwach świata. Jedyne indywidualne podium osiągnął na turnieju w 1908 roku, podczas którego został mistrzem świata w pistolecie dowolnym z 50 m. Zwyciężył z wyraźną siedmiopunktową przewagą nad Cristoforo Buttafavą i Ágostonem Dietlem, tym samym zostając pierwszym Niemcem, który osiągnął złoto strzeleckich mistrzostw świata (drużyna niemiecka z Fischerem w składzie zajęła 5. miejsce). Pozostałe trzy medale wywalczył w drużynowym strzelaniu z pistoletu dowolnego, zostając po raz drugi mistrzem globu w 1909 roku (skład zespołu: Gerhard Bock, Richard Fischer, Eduard Ehricht, Eduard Schmeisser, Joachim Vogel). 

## Medale mistrzostw świata
Opracowano na podstawie materiałów źródłowych:
| Mistrzostwa     | Konkurencja                       | Wynik             | Miejsce |
| --------------- | --------------------------------- | ----------------- | ------- |
| Wiedeń 1908     | Pistolet dowolny, 50 m            | 509 pkt.          |         |
| Hamburg 1909    | Pistolet dowolny, 50 m, drużynowo | 2509 pkt. (druż.) |         |
| Loosduinen 1910 | Pistolet dowolny, 50 m, drużynowo | 2428 pkt. (druż.) |         |
| Rzym 1911       | Pistolet dowolny, 50 m, drużynowo | 2456 pkt. (druż.) |         |